# Vlagyimir Alekszandrovics Asztapovszkij
Vlagyimir Alekszandrovics Asztapovszkij, oroszul: Владимир Александрович Астаповский (Brjanszk, 1946. július 16. – 2012. április 12.) olimpiai bronzérmes szovjet válogatott orosz labdarúgó, kapus.

## Pályafutása

### Klubcsapatban
1964-ben a Nyeftcsi Baku, 1965 és 1968 között a szevasztopoli SZKCSF, 1969 és 1980 között a CSZKA Moszkva, 1981–82-ben az SZKA-Habarovszk labdarúgója volt. A CSZKA-val egy szovjet bajnoki címet nyert.
1976-ban az az év szovjet labdarúgójának választották.

### A válogatottban
1975 és 1977 között 11 alkalommal szerepelt a szovjet válogatottban. Tagja volt az 1976-os montréali olimpián bronzérmes együttesnek.

## Sikerei, díjai
- Az év szovjet labdarúgója (1976)

 Szovjetunió
- Olimpiai játékok
  - bronzérmes: 1976, Montréal

 CSZKA Moszkva
- Szovjet bajnokság
  - bajnok: 1970